# Хасеґава Йосіміті
Хасеґава Йосіміті (яп. 長谷川 好道, はせがわ よしみち) — маршал Імперської армії Японії, генерал-губернатор Кореї у 1916—1919 роках, граф. Кавалер орденів Золотого сокола (першого ступеня) та Хризантеми.

## Біографія
Хасеґава Йосіміті народився у самурайській сім'ї у місті Івакуні, Івакуні-хан (зараз префектура Ямаґуті). Під час війни Босін з січня по березень 1868 року служив у військах Тьосю-хану.
У 1870 році поступив до Осакської військової академії. У 1871 році присвоєно звання капітана, а згодом — майора. Під час Сацумського повстання командував полком.
У 1885 році виїхав до Франції, де, як військовий аташе, вивчав європейську військову справу. У наступному році, після повернення до Японії, Хасеґаві було присвоєно звання генерал-майора.
У ході першої японо-китайської війни Хасеґава командував 12-ю піхотною бригадою. Брав участь у битві під Пхеньяном 15 вересня 1894 році і битвах при Хайчене, що тривали з грудня 1894 року по січень 1895 року. Після війни йому було присвоєно титул барона.
Під час Російсько-японської війни був прикомандирований до Першої Японської армії під командуванням генерала Курокі Тамемото. Брав участь у бої на річці Ялу 30 квітня — 1 травня 1904 року. У червні 1904 році присвоєно звання генерала. Після війни отримав титул віконта.
З вересня 1904 року по грудень 1908 року командував Корейською армією. У 1912 році був призначений головою генерального штабу армії Японії. На цій посаді сприяв реформі, відповідно до якої тільки офіцери дійсної військової служби могли ставати міністрами армії та флоту.
У 1915 році присвоєно звання маршала, а у 1916 році отримав титул графа.
У жовтні 1916 року Хасеґава Йосіміті став другим генерал-губернатором Кореї. Придушив Рух 1 березня.
Хасеґава помер у 1924 році. Похований на кладовищі Аояма у Токіо.